# Michalis Chadzijanis
Michalis Chadzijanis (gr. Μιχάλης Χατζηγιάννης; ur. 5 listopada 1978 w Nikozji) – cypryjski piosenkarz i kompozytor. Absolwent The Royal College of London w klasie fortepianu, gitary oraz teorii muzycznej.

## Życiorys
Karierę muzyczną rozpoczął na rodzinnej wyspie. Nagrał trzy albumy studyjne: Senario (1995), O Michalis Chadzijanis traguda doro jeorjadi (1996) i Epafi (1997), każda z nich otrzymała status platynowej płyty. W maju 1998, reprezentując Cypr z autorską piosenką „Jenesis”, zajął 11. miejsce w finale 43. Konkursu Piosenki Eurowizji w Birmingham. W tym samym roku wyjechał do Aten, gdzie przy współpracy z kompozytorem Jorgosem Chadzinasiosem oraz poetą Michalisem Burmbulisem nagrał album pt. Angigma psichis, który ukazał się w grudniu 1998.
W marcu 2001 nagrał album pt. Parakseni jorti, który zdobył certyfikat podwójnie platynowej płyty. Album promował singlami „Kie ta chato”, „Mono sta onira” i tytułowym. Wszystkie przez wiele tygodni utrzymywały się w czołówkach list przebojów w lokalnych rozgłośniach radiowych. W kolejnych tygodniach kilkukrotnie wystąpił z koncertami w Atenach.
Na początku 2001 wydał singel „Den echo chrono”, który pokrył się platyną. W późniejszych miesiącach zaczął występować wraz z Charis Aleksiu i w końcu sam po raz pierwszy rozpoczął trasę koncertową po Grecji. Wiosną 2002 wydał kolejny album pt. Krifo fili, który w ciągu kilku tygodni pokrył się potrójną platyną. Album promował singlami „Ise Edo”, „To S’agapo”, „Choris anapnoi”, „I ekdromi” oraz „Kapnos”. Album stał się jednym z największych i najmniej spodziewanych w historii Grecji sukcesów zdobytych w tak krótkim czasie przez młodego śpiewającego i piszącego teksty artystę. Wczesnym latem rozpoczął kolejną trasę koncertową po Grecji, a zimą dzielił scenę z Dimitrą Galani. W 2003 wydał minialbum pt. Monos mu, który szybko został potrójnie platynowym. Zawierał on utwór „An mu tilefonuses”, który okazał się ogólnokrajowych przebojem. Jesienią zagrał 63 koncerty w kraju. Zdobył trzy nagrody greckiej sceny muzycznej, w tym m.in. za najlepszego piosenkarza 2003.

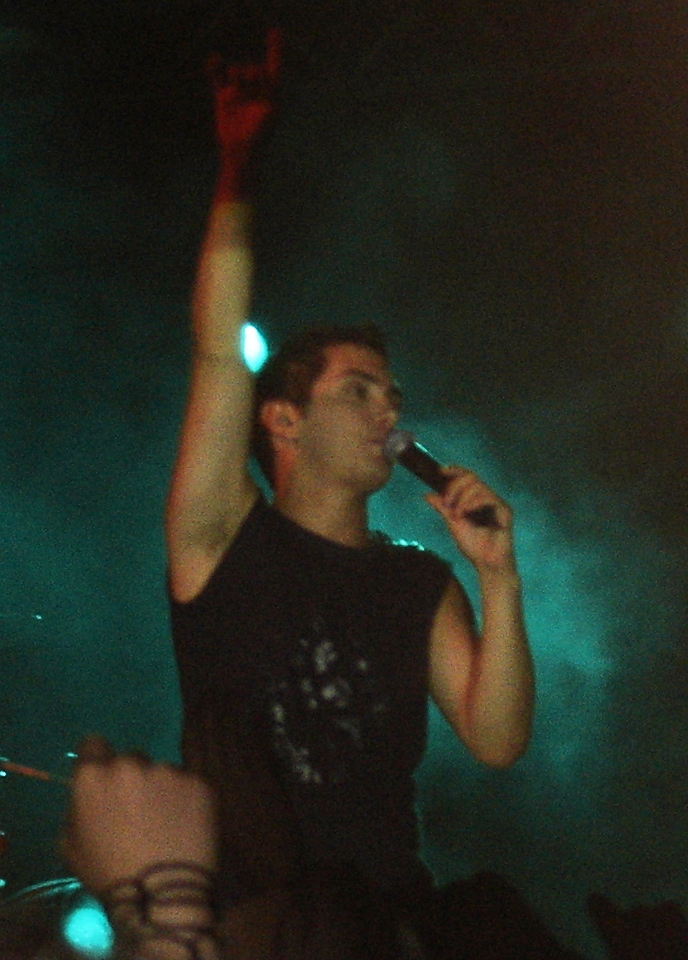
Michalis Chadzijanis, 2005

W kwietniu 2004 wydał trzeci solowy album pt. Akatalili skini. 30 kwietnia wystąpił jako reprezentant Cypru w Warszawie na ceremonii odbywającej się przeddzień wejścia nowych państw członkowskich do Unii Europejskiej (w tym Cypru). Latem koncertował w kraju, później zaśpiewał na ceremonii zamknięcia igrzysk olimpijskich w Atenach. Zimą odbył ponad 100 występów w Atenach, Salonikach wraz z Paschalisem Terzisem. Trasa koncertowa z przerwą na odpoczynek i tworzenie nowego materiału trwała aż do września 2005. Ostatni koncert na tej trasie miał miejsce na wzgórzu Likawitos. Koncert został nagrany i wydany w formie DVD (z dwiema płytami CD). Jesienią po raz pierwszy wyjechał do Australii i swoim rodakom zaprezentował trzy koncerty. Po powrocie aż do kwietnia 2006 koncertował z Andonisem Remosem.

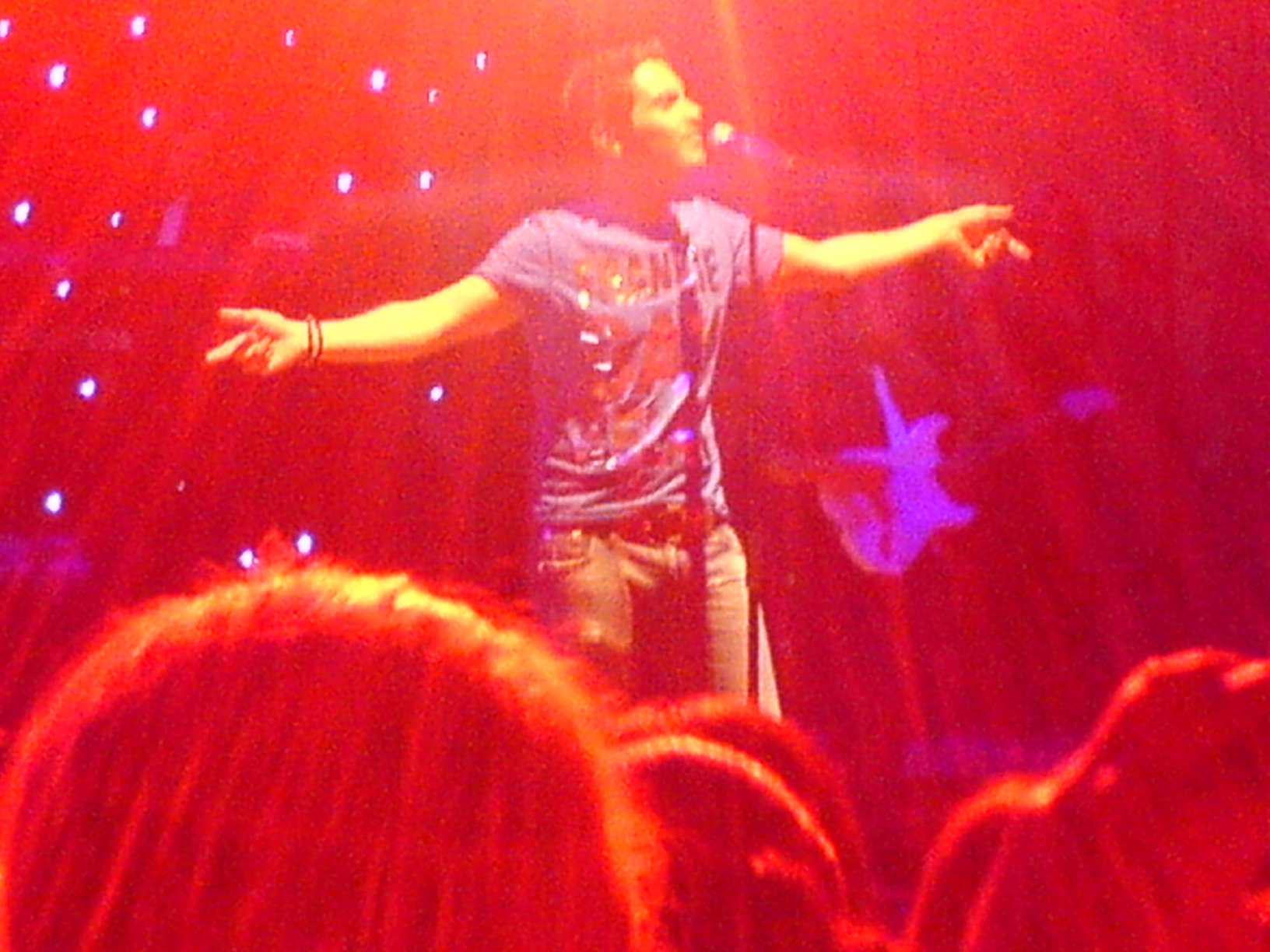
Michalis Chadzijanis, 2009

W marcu 2006 wydany został zapis koncertu ze wzgórza Likawitos. Zawierał on dodatkowo trzy nowe utwory: „De fewgo”, „Den ime edo ja kanena” i „Meazume”, które w kilka tygodni po premierze zostały hitami. Płyta DVD zawiera zapis live koncertu, sekcję utworów, fotogalerię oraz zapis backstage. W kwietniu zagrał koncerty w Kanadzie i USA, a w maju, powróciwszy do Grecji, występował w Salonikach z Natasą Teodoridu. Latem zagrał 50 koncertów w Grecji. W sierpniu wydał singel „Ola i tipota”, który zapowiadał jego nowy album. Płyta, zatytułowana Fili kie Echtri, ukazała się w grudniu 2006. Pochodziły z niego single: „Na se eki”, „Estimata” i „Cheria psila”. 15 grudnia zaczął występy w ateńskim Vox. Występował m.in. z Irini Merkuri. W marcu 2007 rozpoczął współpracę z niemiecką grupą rockową Reamonn. Wspólnie nagrali utwór „Tonight” w wersji angielsko-greckiej (tytuł grecki – „Simera”). Greckie słowa napisała Eleana Wrachali. Utwór znalazł się na reedycji albumu Wish grupy Reamonn oraz na drugim wydaniu albumu Fili kie Echtri Chadzijanisa. W maju zakończył występy w ateńskim Vox, a latem koncertował znów po całej Grecji. W czerwcu wydał singiel „Pio poli”, a niedługo później – utwór „To paradisos”, nagrany w duecie z Despiną Olimbiu. W październiku i listopadzie 2007 zapowiedział trasę koncertową po Niemczech, Belgii, Holandii i Szwajcarii.